# Modesto Basadre
Modesto Basadre y Chocano (Tacna; 15 de junio de 1816 -  Lima; 13 de agosto de 1905) fue un historiador, periodista y político peruano. Diputado por la provincia de Tacna, fue un gran defensor de su tierra natal y del Perú, antes y después de la Guerra del Pacífico.

## Biografía
Fue hijo de José Santiago Basadre y Belaúnde y Ángela Chocano Fernández-Cornejo. Por consejo del Libertador Bolívar, que visitó su hogar en enero de 1826, fue enviado a Europa para cursar sus estudios. Fue bisnieto de Manuel de Belaúnde y Obaldía y sería tío abuelo del historiador Jorge Basadre Grohmann.
A finales de 1826, fue enviado a Inglaterra, donde estudió en diversos colegios hasta 1832, cuando ingresó al University College de Londres. En 1833, ingresó, también, a la Universidad de Edimburgo; sin embargo, al año siguiente regresó a Tacna. 
Desde 1837 hasta 1841se consagró al comercio de lanas de Puno y de aguardientes hacia Bolivia a través de una casa comercial que había fundado.
El 1 de enero de 1846, se casó con su prima lejana Matilde Stevenson Chocano, hija del escocés Charles Marie Stevenson.
Fue nombrado subprefecto de Azángaro en 1849, y luego de Puno y Huancané en 1851. Colaboró en los preparativos bélicos contra Bolivia en 1853, conflicto que no pasó a mayores, pues poco después estalló la revolución de 1854 encabezada por el general Ramón Castilla, a la que no quiso plegarse. Como oficial de la Guardia Nacional, apoyó al presidente José Rufino Echenique y fue nombrado comisario de guerra del ejército. Tras la derrota de Echenique en la batalla de La Palma del 5 de enero de 1855, partió hacia Chile.
En 1857 se sumó a la rebelión conservadora del general Manuel Ignacio de Vivanco. Derrotada ésta en 1858, se trasladó a Bolivia. Poco después retornó al Perú y se estableció en Lima, donde fue redactor del Diario de los Debates, de 1868 a 1873.
Diputado por la provincia de Tacna de 1868 a 1876, se opuso infructuosamente a la firma del Tratado de Alianza con Bolivia en 1873, fundado en que serviría de pretexto a Chile para declarar la guerra al Perú, como en efecto ocurrió. Al respecto afirmó proféticamente:

Tengo pleno convencimiento que nuestros hijos y los hijos de nuestros hijos maldecirán la aprobación de este tratado.

En 1884 formó parte como representante de la provincia de Chucuito de la Asamblea Constituyente convocado por el presidente Miguel Iglesias luego de la firma del Tratado de Ancón que puso fin a la Guerra del Pacífico. Esta asamblea no sólo ratificó dicho tratado sino también ratificó como presidente provisional a Miguel Iglesias, lo que condujo a la Guerra civil peruana de 1884-1885.Sin embargo, Modesto Basadre fue uno de los seis diputados que se negó a ratificar el tratado junto con el diputado por el Cusco Benjamín Sánchez Gutiérrez,  su hermano Jesús Sánchez Gutiérrez que actuaba como diputado por Puno; el religioso Eusebio Gonzáles, diputado por Huánuco; Federico Moscoso, representante suplente por Camaná y el diputado por Junín Elías Malpartida. Iniciada la llamada República Aristocrática, fue nuevamente elegido diputado por Tacna en 1895, permaneciendo en dicha función hasta 1900.
Fue uno de los miembros fundadores del Instituto Histórico del Perú, fundado por decreto del 18 de febrero de 1905, durante el primer gobierno de José Pardo y Barreda.

## Obras
- Refutación documentada del folleto titulado “Cuestión de límites entre el Ecuador y el Perú”, publicado en Santiago de Chile por Pedro Moncayo (1860). Pedro Moncayo era un diplomático y exministro de Relaciones Exteriores del Ecuador, que, a raíz de la guerra peruano ecuatoriana de 1859-1860, defendió la tesis sostenida por su país sobre la cuestión limítrofe con el Perú.
- Riquezas peruanas (1884), recopilación de artículos suyos aparecidos en el diario La Tribuna.
- Diez años de historia política del Perú, 1834-1844, publicado en el diario La Patria, entre 1877 y 1878, y editado por Félix Denegri Luna en 1953.